# Întunecare globală
Întunecarea globală este reducerea graduală a nivelului de iradiere globală directă pe suprafața terestră, care a fost observată timp de mai multe decenii la rând după începutul măsurătorilor sistematice în anii 1950.
Se consideră că aceasta este cauzată de o creștere în particule din atmosferă cum ar fi aerosolii sulfurați din cauza acțiunilor antropice. Acest efect variază în funcție de loc, însă global este estimat a fi o reducere cu 4 % față de nivelurile din 1960. S-a observat o inversare a acestei tendințe în ultimul deceniu. Cu toate acestea, întunecarea globală a interferat cu ciclul hidrologic, reducând evaporarea și este posibil să fi cauzat secete în anumite zone. Întunecarea globală creează un efect de răcire care este posibil să fi mascat parțial efectul gazelor de seră și al încălzirii globale.

## Cauză și efecte
Se considera că întunecarea globală a fost cauzată de prezența crescândă a particulelor de aerosoli în atmosferă, cauzată de factorul antropic. Aerosolii și alte particule absorb energia solară și reflectă lumina solară înapoi în cosmos. Poluanții se pot de asemenea amesteca cu picăturile de ploaie. Cu cât picăturile de ploaie conțin mai mult poluant, cu atât picăturile sunt mai multe (aceeași cantitate de apă este dispersată în mai multe picături). Picăturile mai mici fac norii mai reflectivi astfel încât din ce în ce mai multă lumină solară este reflectată înapoi în spațiu și cât mai puțină atinge suprafața Pământului.
Norii interceptează atât căldura solară, cât și căldura radiată de Pământ. Efectele lor sunt complexe și variază în timp, locație și altitudine. De obicei, în timpul zilei interceptarea luminii solare predomină, creând un efect de răcire, însă în timpul nopții, radierea căldurii terestre către Pământ încetinește pierderea de căldură la nivelul suprafeței terestre. De asemenea, se consideră că oamenii sunt direct responsabili pentru particulele din atmosfera terestră, factorul care creează întunecarea globală.

## Cercetare științifică
La sfârșitul anilor 1960, Mihai Budîko a lucrat cu modele climaterice simple bidimensionale energie-echilibru pentru a afla reflectivitatea gheții. Astfel a descoperit că feedback-ul gheață-albedo creează un inel de feedback pozitiv în sistemul climateric terestru. Cu cât mai multă zăpadă și gheață există pe sol, cu atât mai multă radiație solară este reflectată înapoi în spațiu, cu atât mai rece devine Pământul și cu atât mai mult ninge. Alte studii au descoperit că poluarea împreună cu eruperea unor vulcani poate demara o noua epocă glaciară.
La mijlocul anilor 1980, Atsumu Ohmura, un cercetător în domeniul geografiei de la Institutul Federal de Tehnologie din Elveția a constatat că radiația solară care cade pe suprafața Pământului a scăzut cu peste 10% în ultimele 3 decenii. Aceste descoperiri sunt în aparentă contradicție cu încălzirea globală, temperatura crescând în acest timp. Ohmura a publicat descoperirile sale în Variația seculară a radiaților globale în Europa, 1989, după această publicație urmând și altele.
Întunecarea globală a fost de asemenea descoperită în regiuni din fosta URSS. Gerry Stanhill, care a studiat aceste evoluții pe plan global, a și numit fenomenul „întunecarea globală”.
Cercetări independente în Israel și Olanda, avute loc spre sfârșitul anilor 1980, au demonstrat o reducție aparentă în cantitatea de lumină solară în pofida faptului că se putea ușor observa o încălzire a climei. Rata întunecării variază în lume, însă este în medie estimată la 2-3% per deceniu cu posibilitatea ca această tendință să fi suferit un revers în 1990. Este dificil de efectuat măsuratori precise din cauza dificultății calibrării clare a instrumentelor folosite și problemei acoperirii spațiale. Oricum, efectul este prezent într-o măsură în orice punct de pe Glob.
Efectul întunecării globale este cauzat de schimbări în atmosfera terestră; valoarea radiației solare în partea superioară a atmosferei nu se schimbă cu mai mult o fracțiune din acest nivel.
Efectul variază mult de la o zonă la alta, însă se estimează că media globală este:
- 5.3% (9 W/m²), între 1958 și 1985 (Stanhill și Moreshet, 1992)[8]
- 2%, între 1964 și 1993 (Gilgen și alții, 1998)[11]
- 2.7%, până în 2000 (Stanhill și Cohen, 2001)[12]
- 4% între 1961 și 1990 (Liepert, 2002)[13][14]

Aceste informații au fost publicate în urma unor măsurători locale la suprafața Pământului și nu sunt o medie cu adevărat globală. Nu se cunoaște exact dacă pe suprafața oceanului a avut loc fenomenul de întunecare sau opusul lui, cu toate că o măsurătoare specifică a calculat efectul asupra unei zone de 400 mile marine din India până în Oceanul Indian și insulele Maldive.
Este posibil ca efectele regionale să predomine, însă aceasta nu se referă exclusiv la circulația regională a aerului. Cele mai mari reduceri se găsesc la latitudinile medii din emisfera nordica.  Regiunea spectrului radiației lumioase cea mai afectată pare a fi mai mult cea vizibilă și infraroșie decât partea ultravioletă a spectrului.

## Factorul de pan-evaporare
Pe parcursul ultimilor (estimativ) 50 de ani, pan evaporarea a fost monitorizată atent. Timp de mulți ani nimeni nu a luat în calcul aceste măsurători. În anii 1990, însă, în Europa, Israel și America de Nord, oamenii de știință au remarcat ceva care pe moment au considerat foarte straniu: rata de evaporare scădea, cu toate că se așteptau să crească datorită încălzirii globale. Aceaași tendință a fost observată în China pe o perioada similară. O scădere a radiantei solare este considerată forța motrice din spatele acestei schimbări. Cu toate astea, spre deosebire de alte zone ale lumii, în China scăderea radiantei solare nu a fost întotdeauna însoțită de o creștere în plafonul de nori și precipitații. Se consideră că aerosolii joacă un rol critic în scăderea iradiantei solare în China.
Producătorul BBC David Sington consideră că mulți climatologi privesc factorul de pan evaporare și datele obținute în urma măsurătorilor drept cea mai convingătoare dovadă a întunecării globale. Experimentele de pan evaporare sunt ușor de reprodus cu echipamente ieftine, sunt multe locații folosite pentru agricultură în lume în care, în multe cazuri, aceste măsurători au fost făcute pentru aproape jumătate de secol. Cu toate astea, pan evaporarea depinde de o serie de factori adiționali în afară de radianta solară netă. Ceilalți doi factori majori sunt deficitul de presiune a vaporilor și viteza vântului. Temperatura ambiantă este un factor neglijabil.
Data de pan evaporare coroborează datele obținute cu radiometrul și le completează cu datele obținute folosind piranometrul. Ajustând acești factori, rezultatele pan evaporării au fost comparate cu rezultatele simulațiilor climaterice.

## Cauze probabile
Arderea incompletă a combustibililor fosili (cum ar fi diesel) și a lemnului eliberează funingine în aer. Cu toate că acesta este un component extrem de insignifiant al poluării aerului la nivelul suprafeței terestre, fenomenul are un efect semnificativ de încălzire al atmosferei la altitudini de peste doi kilometri, de asemenea răcind suprafața oceanului, absorbind radiația solară.
Experimentele din Maldive (unde s-a comparat atmosfera de deasupra insulelor de nord și de sud) în 1990 a demonstrat că efectul poluanților macroscopici în atmosferă la acel moment (venind din sud dinspre India) a cauzat o reducere de circa 10% în nivelul de lumină solară care ajungea la suprafață sub un nor poluant – o reducere cu mult mai mare decat s-a așteptat în prezența particulelor înseși
Înainte să se efectueze aceste cercetări, s-a estimat un factor de 0,5–1% datorat particulelor, variația foarte mare de la această predicție putând fi explicată prin formarea norilor cu particulele ca fiind centrul picăturilor de ploaie. Norii sunt un element foarte de activ în procesul reflectării luminii înapoi în spațiu.
Fenomenul care a cauzat întunecarea globală poate avea și efecte regionale. În timp ce o mare parte din Pământ s-a încălzit, regiunile ce stau în direcția vântului care bate dinspre marile surse de poluare aeriană (în special emisiile de dioxid de sulf) s-au răcit considerabil. Acest lucru explică răcirea părții de est a Statelor Unite și încălzirea relativă a părții de vest
Unii climatologi consideră că urmele lăsate de avioane (urme de vapori) sunt un factor al întunecării globale, însă fluxul aerian constant nu a permis testarea acestei teorii. Oprirea totală a traficului aerian civil timp de trei zile după atacurile din 11 septembrie 2001 din Statele Unite au oferit o ocazie rară în care să se observe impactul urmelor de vapori asupra climatului. În timpul acestei perioade, a fost observată o creștere în variații a temperaturii diurne de peste 1 °C în majoritatea regiunilor Statelor Unite, acest lucru demonstrând că urmele de vapori au crescut temperaturile nocturne și/sau au scăzut temperaturile diurne cu mult mai mult decat s-a crezut anterior.
Cenușa vulcanică eliberată în aer poate reflecta razele solare înapoi în spațiu și, astfel, poate răci planeta. Scăderi bruște în temperatura atmosferei Pământului au fost observate în urma erupțiilor vulcanice mari cum ar fi cea din Muntele Agung în Bali care a erupt în 1963, El Chichon în Mexic, care a erupt în 1983, Ruiz în Columbia, care a erupt în 1985 sau Pinatubo în Filipine, care a erupt în 1991. Cu toate acestea, și pentru erupții majore norii de cenușă rămân stabili doar pentru perioade relativ scurte.

## Reversiunea tendinței de întunecare
M. Wild și alți cercetători, făcând măsurători la suprafața terestră, au raportat opusul fenomenului începând cu 1990, iar Pinker a descoperit că întunecarea continuă să crească la suprafața Pământului în timp ce fenomenul opus are loc la suprafața oceanului. Aceste două studii argumentează paralel fenomenul care are loc deasupra oceanului, însă sunt contradictorii privind fenomenele ce se răsfrâng asupra Pământului.
Un studiu realizat din satelit, sponsorizat de NASA în 2007, a demonstrat că nivelurile de lumină solară care au ajuns la suprafața terestră în ultimii 60 de ani au scăzut în timp ce s-a observat o reversiune a tendinței începând cu 1990. Acest lucru s-a putut observa odată ce nivelurile de aerosol au început să scadă datorită Actului pentru aer curat din SUA și prevederilor Comisiei Europene pentru Protecția mediului în Europa.
Cel mai probabil este că o parte din această schimbare, în special în Europa, este datorată scăderilor nivelurilor de poluare. Majoritatea guvernelor statelor dezvoltate au făcut eforturi susținute pentru a reduce nivelurile de aerosoli, lucru care reduce întunecarea globală însă nu reduce extraordinar de mult emisiile de CO2.
Aerosolii de sulf au scăzut semnificativ din 1970 când a fost implementat actul pentru aer curat în Statele Unite și politici similare în Europa. Actul pentru aer curat a fost reemis în 1977 și 1990. În conformitate cu EPA, din 1970 până în 2005, totalitatea emisiilor principalelor șase surse de poluare a aerului au scăzut cu 53% în Statele Unite. În 1975, efectul gazelor de seră a început să se manifeste considerabil și de atunci a rămas un fenomen usor de observat.
RMRST (Rețeaua pentru Măsurarea Radiației pe Suprafața Terestră) a făcut măsurători de suprafață din momentul înființării acesteia (1990) și actualizează arhivele periodic. Analiza informațiilor recente ne arată că suprafața planetei primeste cu 4% mai multa lumină solară decât în 1990. Aceste informații sunt confirmate și de studiile sateliților NASA.

## Relația cu ciclul hidrologic
Poluarea făcută de oameni slăbește la ora actuală în mod clar ciclul apei în ecosfera terestră, reducând nivelul de ploi și amenințând rezervele de apă dulce. Un studiu efectuat în 2001 de către cercetătorii de la Institutul de Oceanografie Scripss sugerează că particule mici de poluanți au un efect semnificativ asupra ciclului hidrologic. Profesorul V. Ramanathan spune: „Energia pentru ciclul hidrologic provine de la soare. Pe măsură ce soarele încălzește oceanul, apa ajunge în atmosferă și cade sub formă de ploaie. Dat fiind faptul că aerosolii reduc cantitatea de lumină considerabil, înseamnă că încetinesc și ciclul hidrologic al planetei”.
Schimbările pe scară globală în modelele meteorologice este posibil să fi fost cauzate de întunecarea globală. Modelele climaterice sugerează speculativ că această reducere în lumina solară la suprafață este posibil să fi dus la eșecul monsonului în Africa sub-sahariană, lucru asociat cu foametea ce a urmat secetei Sahel cauzată de poluarea emisferei nordice care răcește Oceanul Atlantic. Din această cauză, centura de ploi tropicale e posibil să nu fi atins latitudinile nordice, cauzând astfel absența ploilor de sezon. Aceasta afirmație nu este unanim acceptată și este foarte dificil de demonstrat.
S-a demonstrat de asemenea că inechilibrul dintre întunecarea globală și încălzirea globală de suprafață conduce la fluxuri de căldură atmosferice cu turbulență scăzută. Acest lucru înseamnă evaporare redusă pe plan global și precipitatii care vin într-o lume mai întunecată și mai caldă, lucru care ar putea conduce la un mediu cu o atmosfera mai umedă în care plouă mai puțin.
O formă naturală a schimbărilor la scară largă legate de întunecarea globală a fost identificată în 2006 ca fiind cea care a afectat sezonul de uragane în emisfera nordică. Studiul NASA a aflat că majoritatea marilor furtuni de praf din iunie și iulie în deșertul Sahara au trimis praf peste Oceanul Atlantic și au cauzat răcirea apelor, oprind dezvoltarea uraganelor.

## Relația cu încălzirea globală
Unii oameni de știință consideră la ora actuală că efectele întunecării globale au mascat efectul încălzirii globale într-o măsură și că reducerea întunecării globale va conduce la viitoare creșteri în temperatură. Conform lui Beate Liepert, „Traim într-o lume care include încălzire globală plus întunecare globală și acum ne străduim să eliminăm întunecarea globală. Vom ajunge într-o lume cu încălzire globală care va fi mult mai caldă decât ne imaginăm.” Magnitudinea efectului de mascare este unul din problemele esențiale în schimbarea climaterică cu implicații semnificante pentru viitoare schimbări în politicile de mediu și impactul acestora asupra încălzirii globale.
Cu toate acestea, este mult mai complicat decât o problemă de încălzire sau întunecare globală. Întunecarea globală și încălzirea globală nu sunt mutual exclusive sau contradictorii. Într’un document publicat pe 8 martie 2005 în Scrisorile de Cercetare Geofizică ale Uniunii de Geofizicieni din Statele Unite, o echipă de cercetare condusă de Anastasia Romanou de la Departamentul de Fizică și Matematică Aplicată al Universității din Columbia, New York, a demonstrat că efectele aparent opuse ale încălzirii globale și ale întunecării globale pot apărea simultan.
Întunecarea globală interacționează cu încălzirea globală blocând lumina solară care în alte condiții ar cauza evaporare și particulele se atașează de picăturile de ploaie. Vaporii de apă sunt doar unul din gazele de seră. Pe de altă parte, întunecarea globală este afectată de evaporare și ploaie. Ploaia are efectul de a curăța plafoanele de nori poluate.
Climatologii insistă că sursele poluanților care cauzează întunecarea globală cât și gazele de seră care cauzează încălzirea globală sunt probleme grave și reale care trebuiesc abordate conjunct și cât mai rapid.

## Folosirea aerosolilor în combaterea încălzirii globale
Unii oameni de știință au sugerat că folosirea aerosolilor poate opri efectele încălzirii globale în cazuri de extremă necesitate. Expertul rus Mihail Budîko a constatat asta foarte devreme. În 1974 a sugerat că dacă încălzirea globală ar deveni o problemă care să amenințe specia umană, am putea „răcori” planeta arzând sulf în stratosferă, lucru care ar crea o ceață. Conform cercetărilor profesorului Ramanathan (1988), o creștere a albedo-ului planetar cu doar 0,5% este suficientă pentru a înjumătăți efectul dublării cantității de CO2 atmosferic.
Cu toate acestea, am avea încă multe probleme cum ar fi:
- folosirea sulfaților cauzează probleme de mediu cum ar fi ploaia acidă[47]
- folosirea funinginii cauzează probleme de sănătate la oameni[47]
- întunecarea cauzează probleme ecologice, cum ar fi schimbări în modelele de evaporare și precipitații[47]
- secetele și/sau precipitațiile sporite vor cauza probleme agriculturii[47]
- aerosolii au o durată de viață relativ scurtă

„Ideea că ar trebui să creștem emisiile de aerosoli pentru a opri încălzirea globală este o înțelegere faustiană pentru că ar implica o creștere permanentă de emisii pentru a echivala gazele de seră acumulate din atmosferă, cu costuri permanent crescânde atât financiar cât și la nivelul sănătății umane”.
În esență, sursele, atât de gaze de seră cât și de particule poluante din atmosferă, trebuiesc adresate și rezolvate în cel mai scurt timp posibil.